# Insulele Ryukyu

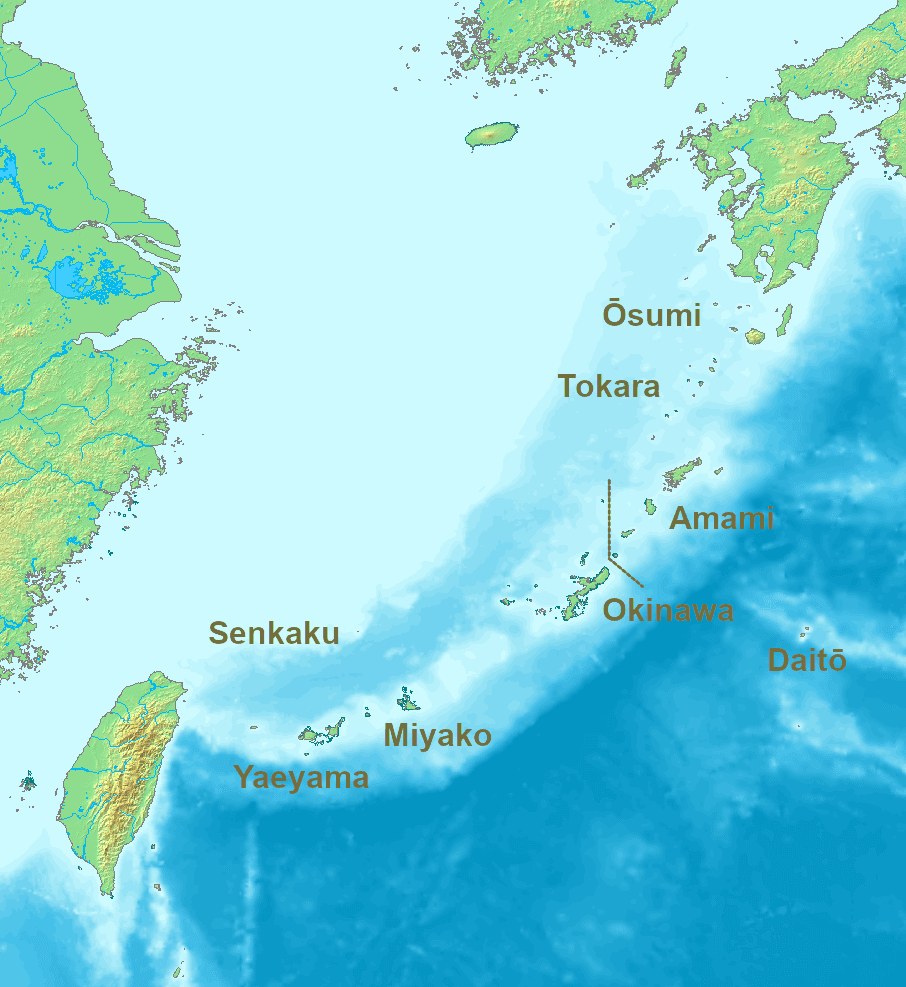
Localizare

Insulele Ryūkyū (în japoneză 南西諸島, transliterat: Nansei-Shotō) sunt un arhipelag în partea sudică a Japoniei; au făcut parte din Regatul Ryūkyū. 
Acest arhipelag a rămas în posesia Japoniei. Principala insulă a acestui arhipelag este insula Okinawa.